# 1946 في الجزائر
الأحداث من عام 1946 في الجزائر.

## الأحداث
- 14 مايو – تأسيس نادي مولودية وهران لكرة القدم
- أكتوبر – تأسيس حركة انتصار الحريات الديمقراطية بعد مجازر 8 مايو 1945.

## المواليد
- 12 سبتمبر – محمد روراوة – رئيس الاتحادية الجزائرية لكرة القدم السابق، ونائب رئيس الاتحاد العربي لكرة القدم
- 7 ديسمبر – رشيد حراوبية – وزير التعليم العالي والبحث العلمي الجزائري سابق.
- – رياض بوفجي – صحفي ومنشط (مذيع) تلفزيوني جزائري.